# Бойд, Дженна
Дженна Мишель Бойд (англ. Jenna Michelle Boyd ; род. 4 марта 1993) — американская актриса.

## Биография
Дженна Бойд родилась 4 марта 1993 года в Бедфорде, штат Техас. Со своей матерью и младшим братом Кэйденом перебралась в Лос-Анджелес для начала актёрской карьеры.
Играла в эпизодических ролях в телесериалах и фильмах.
Слава пришла после проб в фильме «Последний рейд» с Кейт Бланшетт и Эван Рэйчел Вуд.
За роль стала лауреатом премии «Young Artist Awards» (2004) в категории «Лучшая юная актриса в ведущей роли в художественном фильме».
Следующая роль была в фильме «Дикки Робертс», где она сыграла дочь главных героев.

## Фильмография
| Год       |   | Русское название             | Оригинальное название                 | Роль                                   |
| --------- | - | ---------------------------- | ------------------------------------- | -------------------------------------- |
| 2001      | с | Шоу Джины Дэвис              | The Geena Davis Show                  | девочка                                |
| 2001      | с | Титус: Правитель гаража      | Titus                                 | пятилетняя Шэннон                      |
| 2001      | с | Журнал мод                   | Just Shoot Me!                        | Ханна Галло                            |
| 2002      | с | Охотники за нечистью         | Special Unit 2                        | голос                                  |
| 2002      | с | Клиент всегда мёртв          | Six Feet Under                        | 7-летняя нерождённая дочь Нейта и Лизы |
| 2002      | с | C.S.I.: Место преступления   | CSI: Crime Scene Investigation        | Саша Риттл                             |
| 2002      | ф | Счастливого Рождества        | Mary Christmas                        | Фелис Уоллос                           |
| 2003      | ф | Загнанный                    | The Hunted                            | Лоретта Кравиц                         |
| 2003      | ф | Дикки Робертс: Бывшая звезда | Dickie Roberts: Former Child Star     | Салли Финни                            |
| 2003      | ф | Последний рейд               | The Missing                           | Дот Гилкесон                           |
| 2003      | с | Карнавал                     | Carnivàle                             | Мэдди Крэйн                            |
| 2005      | ф | В одно мгновение             | In an Instant                         | девочка                                |
| 2005      | ф | Джинсы-талисман              | The Sisterhood of the Traveling Pants | Бейли Граффман                         |
| 2007      | ф | Следы ведьм                  | The Gathering                         | Элизабет «Зи» Фостер                   |
| 2007      | с | Говорящая с призраками       | Ghost Whisperer                       | Джули                                  |
| 2008      | с | Мыслить как преступник       | Criminal Minds                        | Джессика Эвансон                       |
| 2012      | ф | Последняя унция мужества     | Last Ounce of Courage                 | Мэдди Роджерс                          |
| 2017—2021 | с | Нетипичный                   | Atypical                              | Пейдж Хардвей                          |
| 2022      | ф | Доброго траура               | Good Mourning                         | Сабрина                                |